# Association of MBAs
Association of MBAs (AMBA) é uma organização internacional com sede em Londres que credencia programas de Masters in Business Administration (MBAs) em universidades em todo o mundo. A Associação é uma das três principais organizações de acreditação de pós-graduação em educação empresarial (ver Tripla acreditação).
A AMBA credenciou 257 escolas de negócios em 84 países, incluindo seis em Portugal, quatro no Brasil e 31 em toda a América Latina. 

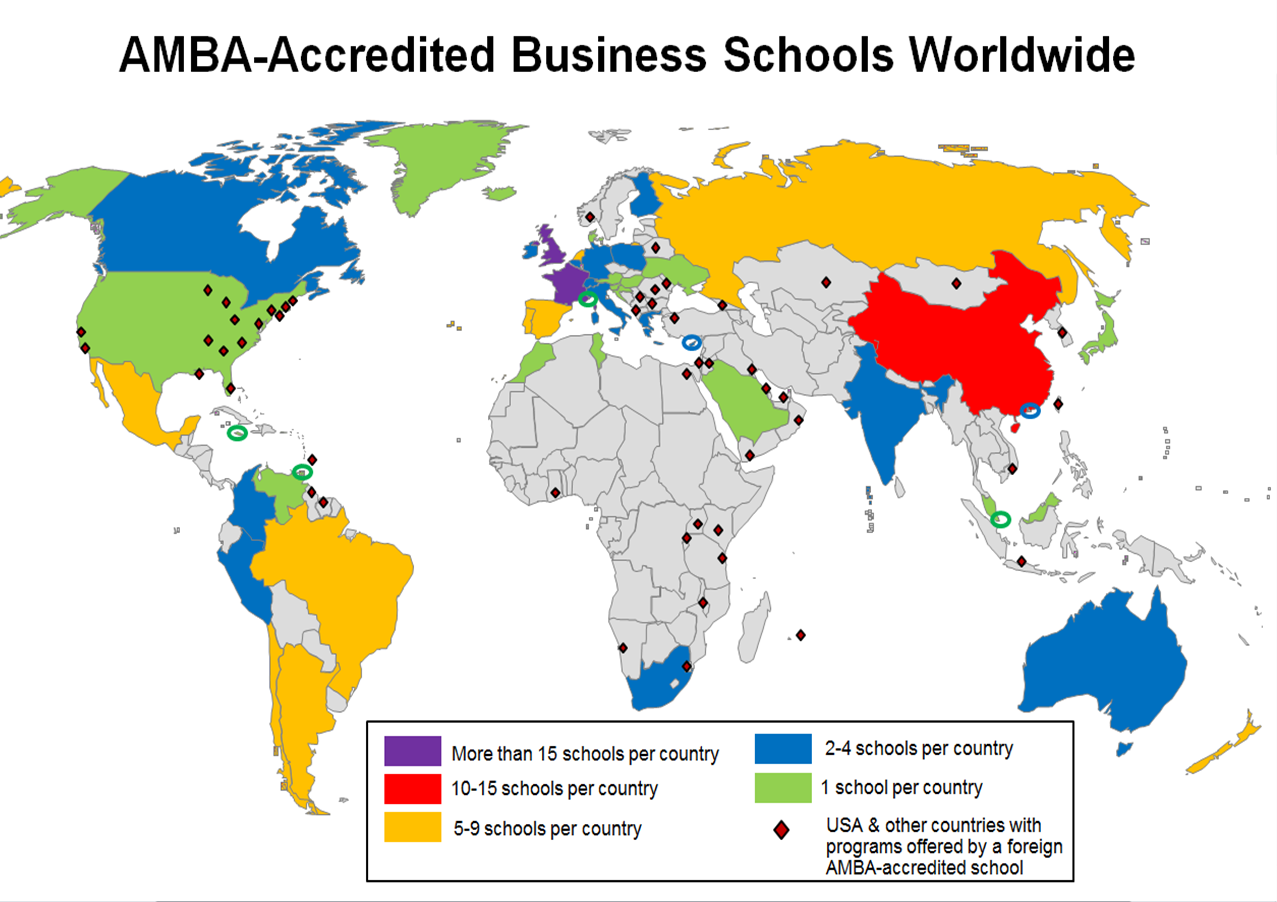
AMBA-Accredited Business Schools Worldwide

As escolas credenciadas em Portugal incluem:
- Escola de Negócios do Porto
- Universidade Nova de Lisboa
- ISCTE - Instituto Universitário de Lisboa
- Universidade Técnica de Lisboa
- Universidade Católica Portuguesa
- Escola Católica de Negócios e Economia de Lisboa

As instituições no Brasil incluem:
- Fundação Dom Cabral (FDC)
- Fundação Getúlio Vargas (FGV)
- Instituto de Ensino e Pesquisa (INSPER)
- Fundação Instituto de Administração (FIA)

O atual Diretor Educacional da Fundação Instituto de Administração (FIA - São Paulo), Prof. Dr. Mauricio Jucá de Queiroz, acaba de se tornar membro do Conselho de Acreditação da AMBA. O atual presidente da AMBA é Sir Paul Judge, o fundador da Escola de Negócios Cambridge Judge Business School da Universidade de Cambridge.